# 井上家住宅 (犬山市)
井上家住宅（いのうえけじゅうたく）は、愛知県犬山市犬山西古券6にある町屋。主屋、蔵が登録有形文化財。

## 歴史
丹羽郡扶桑町に本社を置いて守口漬や奈良漬を販売する扶桑守口食品が、井上家住宅の主屋で壽俵屋（じゅひょうや）犬山井上邸を営業している。
2004年（平成16年）7月23日、主屋、付属屋、蔵の3件が登録有形文化財に登録された。なお、犬山市では同時に髙木家住宅の3件、梅田家住宅の3件、三井家住宅の3件、山田家住宅主屋、瀧野家住宅蔵も登録されている。

## 建築
- 主屋
  - 木造2階建、切妻造、平入、桟瓦葺[1]。建築面積108平方メートル[1]。間口3間半、奥行7間半[1]。通りに東面して建つ[1]。かつては北側にトオリニワがあり、南側は1列4室の間取りだった[1]。現在は通り側が土間であり、奥が居室となっている[1]。
  - 明治時代竣工[1]。2004年（平成16年）7月23日、登録有形文化財に登録された[1]。
- 蔵
  - 土蔵造2階建、切妻造、桟瓦葺[2]。建築面積31平方メートル[2]。桁行3間、梁間2間[2]。敷地の西端に建つ[2]。
  - 明治時代竣工[2]。2004年（平成16年）7月23日、登録有形文化財に登録された[2]。